# Романов, Семён Терентьевич
Семён Тере́нтьевич Рома́нов (16 февраля 1920, дер. Сергейково, Витебская губерния — 22 июля 1981, Рига) — воздушный стрелок 75-го гвардейского штурмового полка, гвардии старшина.

## Биография
Родился 16 февраля 1920 года в деревне Сергейково (ныне — Пустошкинского района Псковской области). Окончил 8 классов и аэроклуб. Работал радиомехаником в городе Великие Луки.
В Красной Армии с 1940 года. В боях Великой Отечественной войны с сентября 1941 года. В 1942 году прошёл обучение в запасном полку, получил специальность воздушного стрелка. В августе 1942 года был зачислен в 226-й штурмовой авиационный полк, включён в экипаж только что прибывшего в полк молодого лётчика сержанта Леонида Беды. В составе полка в этом экипаже прошёл весь боевой путь от Сталинграда до Восточной Пруссии.
Только через месяц, в сентябре, совершил первый боевой вылет — удар по скоплению вражеских войск в районе Тормосина. Вместе с лётчиком вёл огонь из пулемёта по целям на земле. В третьем заходе на цель штурмовики были атакованы вражескими истребителями. Романов отбил атаку и сбил один «мессер». От вылета к вылету росло мастерство воздушного стрелка Романова. В бою под Мелитополем он записал на свой счёт ещё один вражеский истребитель.
К весне 1944 года совершил 124 боевых вылета на самолёте Ил-2 на штурмовку и бомбардировку боевой техники и живой силы противника. 22 апреля 1944 года при нанесении удара по аэродрому врага на мысе Херсонес отразил 5 атак истребителей. 6 мая в воздушном бою отбил 2 атаки Ме-109.
После окончания боёв в Крыму и короткого отдыха в конце мая 1944 года полк был переведён на 3-й Белорусский фронт, участвовал в Белорусской операции. В боевом вылете 24 июня старшина Романов успешно отбил три атаки вражеских истребителей.
Приказом от 27 августа 1944 года гвардии старшина Романов Семён Терентьевич награждён орденом Славы 3-й степени.
1 сентября 1944 года при выполнении задания в районе города Шяуляй пулемётным огнём отразил 6 атак вражеских истребителей. 16 октября при бомбардировке артпозиций у границ Восточной Пруссии подавил огонь 2 зенитных установок. 20 октября поразил на земле огневую точку. Во втором боевом вылете отбил 3 атаки вражеских истребителей.
Приказом от 6 ноября 1944 года гвардии старшина Романов Семён Терентьевич награждён орденом Славы 2-й степени.
16—18 января 1945 года в районе населённого пункта Герелишки в воздушных боях отбил несколько атак вражеских истребителей, тем самым обеспечил выполнение боевой задачи лётчиком.
Указом Президиума Верховного Совета СССР от 19 апреля 1945 года за образцовое выполнение заданий командования в боях с немецко-вражескими захватчиками гвардии старшина Романов Семён Терентьевич награждён орденом Славы 1-й степени. Стал полным кавалером ордена Славы.
В небе Восточной Пруссии гвардии старшина Романов сбил третий вражеский самолет.
Последний боевой вылет он совершил в Курляндии в мае 1945 года. Всего за годы войны с прославленным летчиком Леонидом Бедой совершил 256 боевых вылетов. Семь раз они вместе садились на израненном самолете, шесть раз покидали горящий штурмовик и спускались на землю на парашютах. За боевые подвиги Леонид Беда стал дважды Героем Советского Союза, а его стрелок-радист Семён Романов — полным кавалером ордена Славы.
В 1952 году старшина Романов был демобилизован. Жил в городе Риге, столице Латвии. Работал электриком на заводе «Гидрометприбор». Скончался 22 июля 1981 года. Похоронен на кладбище Микеля.
Награждён орденами Красного Знамени, Отечественной войны 1-й и 2-й степени, Славы 3-х степеней, медалями.